# Bálint Török
Bálint Török (n. 1502 – d. 1551) a fost un aristocrat maghiar, general, ban al orașului Belgrad (Nándorfehérvár) și castelan al Cetății Csesznek, azi o ruină lângă satul Csesznek din comitatul Veszprém. În anul 1541 a căzut în cursa întinsă de Suleiman Magnificul și a murit după zece ani ca prizonier în Constantinopol.